# 牛津布魯克斯大學
牛津布魯克斯大學（英語：Oxford Brookes University）是一所位于英國牛津的公立研究型大學。其前身名為牛津理工學院（Oxford Polytechnic），但在1992年大部分英國的理工學院正式升格為大學，因此也改名為牛津布魯克斯大學。它的歷史起源可追溯到於1865年所創立的牛津藝術學校（Oxford School of Art）。其命名是紀念前校長約翰·亨利·布魯克斯（任期由1928年至1956年），他任內為院校做了大量的基礎工作，為大學的日後發展作出重要的貢獻。該校被QS世界大學排名譽為英國最好的理工學院。牛津布魯克斯大學被衛報形容為最佳新型大學之一 。連續十年被泰晤士報評選為最優秀新型大學以創意與實用見稱，於各行業亦有良好網絡，就業率超過9成，而當中94%的學術研究亦達世界水平(REF 2014)。牛津布魯克斯大學與牛津大學並非同一所學校。

## 歷史

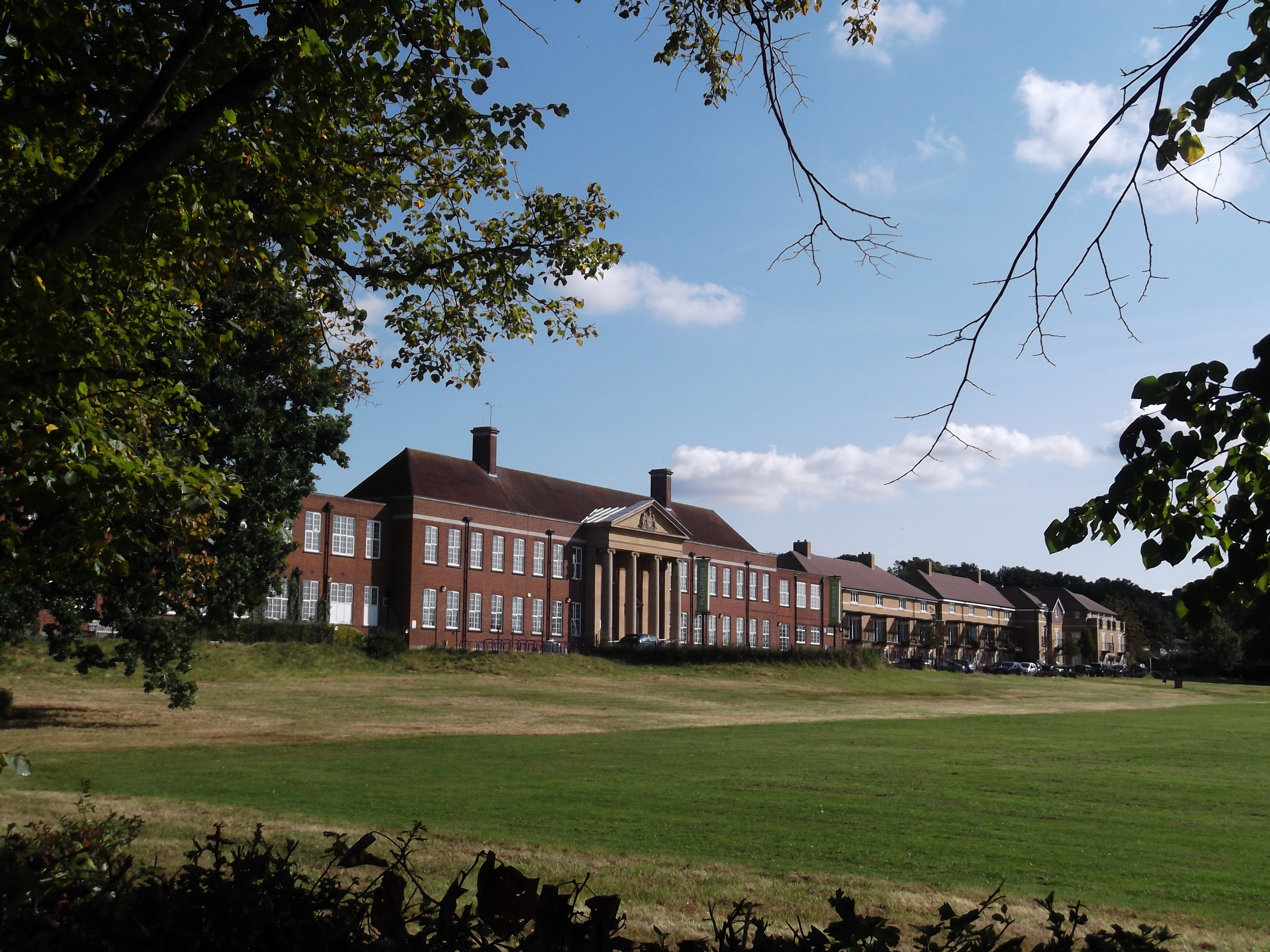
健康和生命科學系的建築，最早是米勒姆福特學院（Milham Ford School）

牛津布魯克斯大學的歷史最早可追溯到1865年成立的牛津藝術學院（Oxford School of Art），當時坐落於泰勒研究所的一層。1870年牛津又成立了科學院（School of Science），隨後更名為牛津城市技術學院（Oxford City Technical School），此時兩學院還是分別獨立的。
1934年兩學院合併，原先藝術學院兼技術學院的院長約翰·亨利·布魯克斯成為第一任新學院院長。1950年時學員中有四千名學生，當地鄉紳又重建了一個新校區。1965年學院在新校區運營，改稱牛津技術學院（Oxford College of Technology）。1960年建成第一所宿舍，1963年搬往黑丁頓。
1970年時成為牛津工業學院（Oxford Polytechnic），1992年獲大學資格，成為牛津布魯克斯大學。2003年成為世界上第一個受到公平貿易認證的大學。

## 學術
2011年9月牛津布魯克斯大學形成如今的科系，共八個學院和四個系：
商學系（Faculty of Business）
- 商學院（Business School）
- 牛津酒店管理學院（Oxford School of Hospitality Management）

健康和生命科學系（Faculty of Health and Life Sciences）
- 生物和醫學部（Department of Biological and Medical Sciences）
- 臨床醫療部（Department of Clinical Health Care）
- 心理學。社會福利和公共健康部（Department of Psychology, Social Work and Public Health）
- 運動和健康科學部（Department of Sport and Health Sciences）

人文和社會科學系（Faculty of Humanities and Social Sciences）
- 教育學院（School of Education）
- 英語和現代語言部（Department of English and Modern Languages）
- 歷史、哲學和宗教部（Department of History, Philosophy and Religion）
- 法學院（School of Law）
- 公法研究所（Institute of Public Law）
- 社會科學部（Department of Social Sciences）

技術、設計和環境系（Faculty of Technology, Design and Environment）
- 建築學院（School of Architecture）
- 藝術學院（School of Arts）
- 計算機和通信技術部（Department of Computing and Communication Technologies）
- 機械工程和數理科學部（Department of Mechanical Engineering and Mathematical Sciences）
- 規劃部（Department of Planning）
- 房地產和建築部（Department of Real Estate and Construction）

### 排名
牛津布魯克斯大學的建築學、房地產管理、城市規劃、測量和歷史較其他科目有更好的教學品質以及聲望，實際上建築學院是全英最大的建築學院之一，常列在同類學院中全英前五位。
當中醫療學科,包括物理治療，職業治療等亦是全英第五。

## 外部連結
- Oxford Brookes University （页面存档备份，存于） – Official website
- Oxford Brookes Students' Union （页面存档备份，存于）